# Mark Kirchner (Biathlet)
Mark Kirchner (* 4. April 1970 in Neuhaus am Rennweg) ist ein ehemaliger deutscher Biathlet und heutiger Biathlontrainer.
Früh in seiner sportlichen Laufbahn errang Kirchner zwischen 1990 und 1995 insgesamt sieben Titel bei Weltmeisterschaften und drei Olympiasiege. Bei den Olympischen Winterspielen 1992 in Albertville gewann er in allen drei Wettbewerben Medaillen, zwei Jahre später war er bei den Winterspielen in Lillehammer Fahnenträger der deutschen Delegation bei der Eröffnungsfeier und gewann Gold in der Biathlon-Staffel. Nach seiner zwischenzeitlichen sportlichen Dominanz bei Großereignissen erreichte Kirchner in der zweiten Hälfte der 1990er-Jahre nur noch selten Top-Ergebnisse. Nachdem er sich 1998/99 nicht mehr für das Biathlon-Weltcupteam qualifiziert hatte, startete er für kurze Zeit als Skilangläufer und trat im Dezember 1999 vom Leistungssport zurück.
Seit seinem Karriereende arbeitet Kirchner als Biathlontrainer für den Deutschen Skiverband, zunächst vor allem am Stützpunkt Oberhof, wo er unter anderem Arnd Peiffer betreute. Von 2010 bis 2023 war er Cheftrainer im Nationalteam der Männer. Nach den Olympischen Winterspielen 2018 übernahm er bis 2022 als alleiniger Biathlon-Bundestrainer zusätzlich die nominelle Zuständigkeit für die Frauen, an deren Betreuung er aber nicht beteiligt war. Kirchner gilt als ruhiger und strukturierter Trainer, der öffentliche Auftritte weitgehend meidet und von den Athleten hochgeschätzt wird. Die von ihm betreuten Sportler gewannen in den 2010er-Jahren mehrere Weltmeistertitel, zudem wurde Arnd Peiffer 2018 Olympiasieger.

## Sportlerlaufbahn

### Erfolge im Juniorenbereich und erste Weltmeistertitel (bis 1991)
Kirchner begann in seiner frühen Kindheit mit dem Wintersport und trainierte ab 1976 zunächst im Ski-Trainingszentrum seines Heimatortes Scheibe-Alsbach. Im Sportfördersystem der DDR besuchte er die Kinder- und Jugendsportschule in Oberhof, aus der 1990 – im Jahr von Kirchners Abitur – das Sportgymnasium Oberhof hervorging. Als Athlet im ASK Vorwärts Oberhof feierte Kirchner früh Erfolge im Nachwuchsbereich: 1986 wurde er zweifacher DDR-Jugendmeister im Skilanglauf, zwei Jahre später gewann er im Einzelrennen und mit der Staffel (an der Seite von Raik Dittrich, Steffen Hoos und Michael Lohschmidt) seine ersten beiden Altersklassen-Weltmeistertitel bei der Junioren-WM im französischen Chamonix. Im Mannschaftsrennen wurde er 1989, nun mit Ricco Groß und Arne Kluge, erneut Juniorenweltmeister. Seit seiner Zeit als Nachwuchsathlet trainierte Kirchner in Oberhof beim wenige Jahre zuvor zurückgetretenen neunfachen Biathlonweltmeister Frank Ullrich, der über weite Teile von Kirchners Karriere dessen Heimtrainer blieb.
Im Winter 1989/90 zählte der 19-jährige Kirchner erstmals zum DDR-Weltcupaufgebot und gewann mit seinen Staffelkollegen Frank Luck, André Sehmisch und Birk Anders im Februar 1990 das Rennen über 4 × 7,5 km in Walchsee. Am gleichen Ort stand Kirchner als Dritter des Sprintwettbewerbs auch in einem Einzelrennen auf dem Podest. Bei den kurz danach stattfindenden Biathlon-Weltmeisterschaften 1990 siegte er sowohl im Mannschaftsrennen als auch im Sprint. Insbesondere die Goldmedaille im Sprint – mit zwei fehlerfreien Schießeinlagen und 10,9 Sekunden Vorsprung auf den zweitplatzierten Eirik Kvalfoss – wurde in der ostdeutschen Presse als „Riesenüberraschung“ gewertet, Kirchner selbst gab rückblickend an, er sei im Vorfeld der WM froh gewesen, überhaupt eine Nominierung für seine erste große internationale Meisterschaft erhalten zu haben. Neben den beiden Titeln gewann er zudem die WM-Bronzemedaille mit der Staffel und beendete die Weltcupsaison als drittbester DDR-Athlet auf dem neunten Platz der Gesamtwertung.
Nach der Deutschen Wiedervereinigung trat Kirchner ab der Saison 1990/91 für das gesamtdeutsche Biathlon-Team an, das zunächst von Kurt Hinze betreut wurde und in dem sich Kirchner als stärkster Sportler erwies. Mit zwei Siegen in den 20-Kilometer-Rennen von Oberhof und am Osloer Holmenkollen belegte er am Ende des Winters hinter dem Russen Sergei Tschepikow Rang zwei im Weltcupgesamtklassement. Bei den Weltmeisterschaften von Lahti im Februar 1991 verteidigte er vor Frank Luck seinen Titel im Sprint und gewann wenige Tage später zwei weitere Goldmedaillen im Einzelwettkampf sowie in der Staffel (mit Ricco Groß, Luck sowie Fritz Fischer). Nach Waleri Medwedzew 1986 sowie Frank-Peter Roetsch 1987 wurde Kirchner damit zum dritten Biathleten, dem es gelang, bei einer Weltmeisterschaft drei Titel zu gewinnen.

### Olympische Goldmedaillen (1992 bis 1994)
Während Kirchner im Weltcup 1991/92 mehrmals die vorderen 20 Plätze verpasste und zu Saisonbeginn insbesondere am Schießstand Schwächen zeigte, erreichte er bei seiner ersten Olympiateilnahme bei den Winterspielen 1992 von Albertville in allen drei Wettkämpfen das Podium: Mit einem fehlerfreien Schießen entschied er zunächst den Sprint vor Ricco Groß für sich. In der vier Tage später gelaufenen Staffel übernahm Kirchner das Rennen von Groß und Jens Steinigen auf Position fünf liegend und setzte sich mit den schnellsten Runden des Teilnehmerfeldes an die Spitze, die Fritz Fischer als Schlussläufer verteidigte. Einen möglichen dritten Olympiasieg im 20-Kilometer-Einzelrennen verpasste Kirchner durch einen Fehler beim letzten Schuss – trotz insgesamt drei Strafminuten betrug sein Rückstand auf den fehlerfrei gebliebenen Sieger Jauhen Redskin im Ziel lediglich 6,4 Sekunden. Mit den drei gewonnenen Medaillen, darunter zwei goldenen, zählte Kirchner zu den vier erfolgreichsten Sportlern der Winterspiele 1992.
Bei den Weltmeisterschaften 1993 im bulgarischen Borowez gewann Kirchner zum vierten Mal in Folge bei einem Großereignis den Sprintwettbewerb. In der Staffel belegte er mit Sven Fischer, Frank Luck und Jens Steinigen den dritten Rang. Zudem triumphierte er über die Saison bei zwei Weltcuprennen und platzierte sich in der Gesamtwertung des Weltcups 1992/93 wie schon 1991 auf Position zwei, diesmal hinter dem Schweden Mikael Löfgren. Im olympischen Folgewinter präsentierte sich Kirchner – beeinträchtigt durch eine Grippe und eine Fersenprellung – lange Zeit außer Form. Erst Mitte Januar erfüllte er mit einem 15. Rang beim Weltcup in Ruhpolding die Olympianorm. Bei den Winterspielen von Lillehammer wählte ihn das Nationale Olympische Komitee als Fahnenträger der deutschen Mannschaft für die Eröffnungsfeier aus. Kirchner lief anschließend im Einzelrennen auf Rang sieben und im Sprint auf Platz zwölf, womit er jeweils schwächster der vier eingesetzten deutschen Athleten war. Bundestrainer Norbert Baier entschied sich dennoch dafür, Kirchner anstelle des im Einzelwettkampf besser platzierten Jens Steinigen in der Staffel einzusetzen, da Kirchner die stärkere Laufleistung gezeigt hatte. Das Quartett um Ricco Groß, Frank Luck, Kirchner und Sven Fischer entschied das Rennen mit einer Minute Vorsprung auf die russische Staffel für sich, womit Kirchner nach Alexander Tichonow als zweiter Biathlet zum dreifachen Olympiasieger wurde.

### Leistungsrückgang, Wechsel zum Skilanglauf und Karriereende (1994 bis 1999)
Nach 1994 knüpfte Kirchner nur noch in seltenen Fällen an die Leistungen seines Karrierebeginns an. Bei den Weltmeisterschaften ab 1995 erreichte er in keinem Einzelrennen ein Resultat unter den besten Zehn. In der Staffel errang Kirchner bei der WM 1995 an der Seite von Ricco Groß, Frank Luck und Sven Fischer seinen siebten Weltmeistertitel, wurde aber medial aufgrund schwacher Schießleistungen als „Unsicherheitsfaktor“ eingestuft. Als zweiter Läufer des Teams übergab er das Rennen an Luck nach vier benötigten Nachladepatronen mit fast einer Minute Rückstand auf die führenden Franzosen. In den Rennen zum Weltcup 1995/96 platzierte sich Kirchner überwiegend zwischen dem 11. und dem 20. Rang und wurde zwischenzeitlich in den deutschen B-Kader zurückgestuft. 1997 gewann er im Teamwettkampf bei den Weltmeisterschaften von Osrblie die Silbermedaille, während er in der WM-Staffel (wie schon 1996) nicht mehr eingesetzt wurde. Kurz nach seinen letzten internationalen Biathlon-Meisterschaften entschied Kirchner in Nagano zum siebten Mal ein Weltcuprennen für sich: Nach vier sieglosen Jahren in Einzelwettbewerben blieb er im 20-Kilometer-Wettkampf ohne Fehlschuss und siegte mit mehr als zwei Minuten Vorsprung auf den Finnen Vesa Hietalahti. Zudem wurde Kirchner mit der Thüringer Staffel 1997 zum insgesamt vierten Mal in seiner Laufbahn deutscher Biathlonmeister, wobei er drei Titel mit der Staffel gewann (1992, 1995 und eben 1997) sowie einen im Sprint (1992).
Die Qualifikation für Olympia 1998 verpasste Kirchner, dessen bestes Ergebnis im Weltcup 1997/98 ein 13. Rang war. Eine Saison später fand er wegen mangelhafter Schießleistungen keine Berücksichtigung mehr im Weltcupteam und wechselte daraufhin zum Skilanglauf. Sein Debüt gab er in der Weltcupstaffel von Nové Město na Moravě im Januar 1999, wo das deutsche Team Rang vier erreichte. Kirchner wurde für die Nordischen Skiweltmeisterschaften in der Ramsau nominiert, überquerte dort als Schlussläufer der Staffel erneut als Vierter die Ziellinie und wurde 48. im 30-Kilometer-Freistilrennen. Während Langlauftrainer Eberhard Klessen Kirchners Staffelauftritt lobte, kritisierte der Sportler, er sehe im Skilanglaufteam „keine klare Linie“ und dass „Struktur, Organisation und Konsequenz im Biathlon schon straffer“ seien. Im Sommer 1999 versuchte Kirchner erneut vergeblich, sich für das Biathlon-Weltcupteam zu qualifizieren. Ende des Jahres erklärte er mit 29 Jahren seinen Rücktritt vom aktiven Sport.
Von 1999 bis 2002 war Kirchner Biathlon-Experte der ARD-Sportschau.

## Trainerlaufbahn

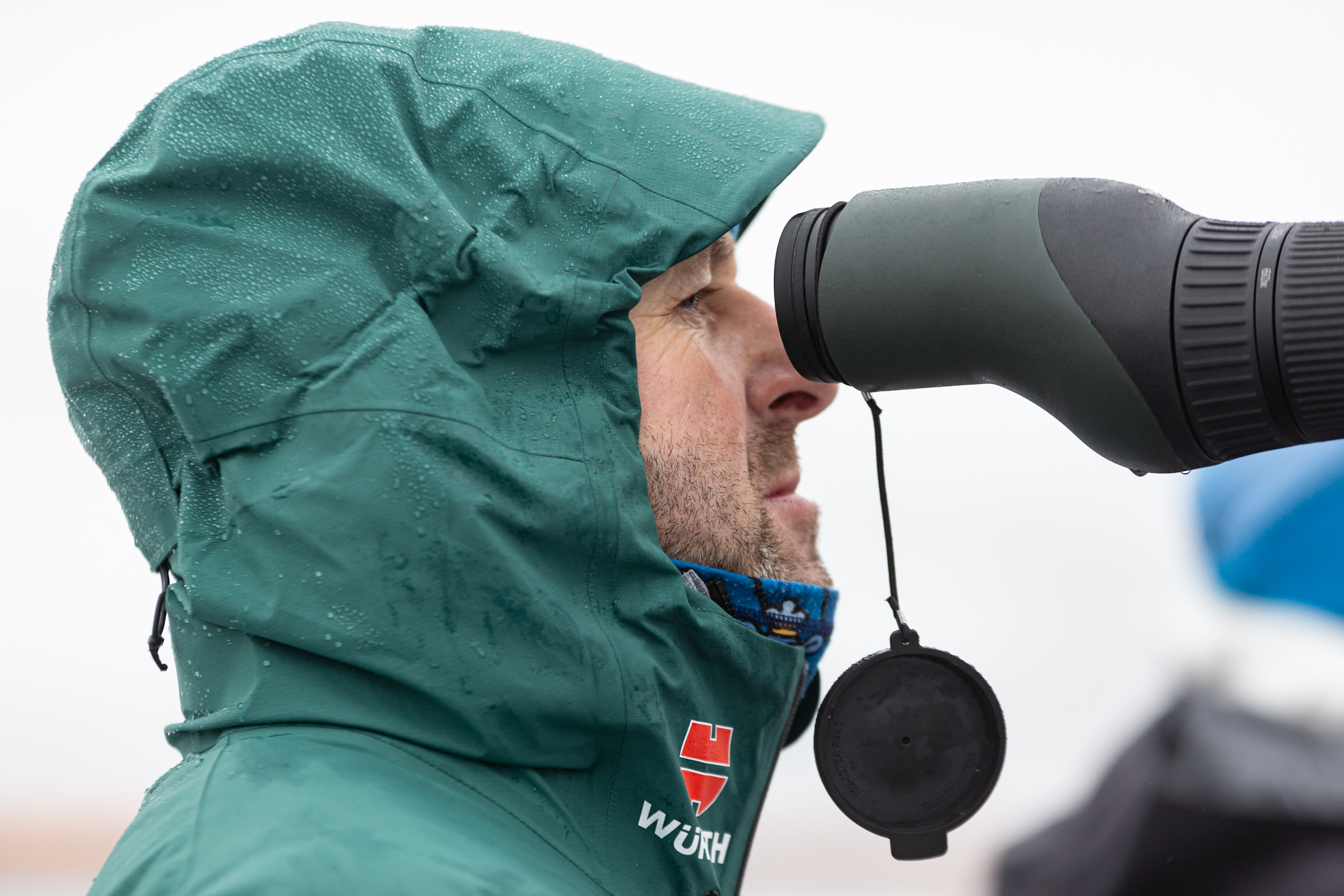
Kirchner beim Weltcup in Oberhof im Januar 2020

Im Anschluss an seine aktive Karriere begann Kirchner eine Trainerausbildung. Von 2000 bis 2002 studierte er an der Trainerakademie Köln und übernahm in den folgenden Jahren Positionen als Übungsleiter in Oberhof und im Nationalteam: 2003 wurde er Oberhofer Stützpunktleiter und betreute parallel dazu zunächst den B-Kader des Deutschen Skiverbands. Zur Saison 2007/08 wurde Kirchner als Nachfolger von Fritz Fischer, der aus gesundheitlichen Gründen zurückgetreten war, Co-Trainer von Frank Ullrich im A-Kader und folgte seinem früheren Heimtrainer und Mentor 2010 als Männer-Bundestrainer. Dieses Amt bekleidete er zunächst bis 2014 mit dem zurückgekehrten Fischer als Co-Trainer unter dem übergeordneten Cheftrainer Uwe Müssiggang und dann bis 2018 mit Andreas Stitzl als Co-Trainer in alleiniger Verantwortung.
Zur Saison 2018/19 übernahm er dann als Bundestrainer zusätzlich die nominelle Zuständigkeit für die Frauenmannschaft. Im Gegensatz zu Müssiggang bis 2014 sah Kirchner sich in dieser Rolle lediglich „als Mentor für [s]eine jungen Trainer-Kollegen“ Kristian Mehringer und Florian Steirer, die die eigenständige Verantwortung für die Frauen hatten. Co-Trainer Kirchners bei den Männern wurde ab 2018 Isidor Scheurl. Nach Olympia 2022 gab Kirchner auch die nominelle Zuständigkeit für die Frauenmannschaft ab und bekam mit dem Slowenen Uroš Velepec erstmals einen ausländischen Assistenztrainer an die Seite gestellt. Zum Ende der Saison 2022/23 trat Mark Kirchner überraschend von seinem Amt zurück. Seine Nachfolge treten Velepec und Jens Filbrich an.
Die von Kirchner betreuten Biathleten gehörten in den 2010er-Jahren zur internationalen Spitze, wobei insbesondere die Erfolge von Arnd Peiffer, Benedikt Doll, Erik Lesser sowie Simon Schempp hervorstachen. Alle vier Athleten errangen – begonnen mit Peiffers Triumph im Sprint 2011 – jeweils mindestens einen WM-Titel in einem Einzelrennen. Zudem gewannen Lesser, Daniel Böhm, Peiffer und Schempp als Staffel olympisches Silber 2014 und siegten im Folgejahr bei der WM. Arnd Peiffer, der schon im Sommer 2008 Kirchners Trainingsgruppe in Oberhof beigetreten war, wurde 2018 Sprintolympiasieger. In der Nationenwertung des Weltcups war die deutsche Männermannschaft unter Kirchners Anleitung (wie in den Jahrzehnten zuvor) nahezu durchgehend unter den besten drei Teams vertreten. Kirchner bezeichnete in der Saison 2016/17 Peiffer, Doll, Lesser und Schempp als das stärkste Team, das er je trainiert habe und lobte die Entwicklung des Quartetts, machte aber „dahinter eine ziemlich große Lücke“ zu den weiteren deutschen Biathleten fest, die mittelfristig geschlossen werden müsse.
Zu seiner Rolle merkte Kirchner 2012 an, er glaube, als Trainer im eigentlichen Wortsinn kaum einen Unterschied machen zu können, da das Training aller Spitzenathleten sich weitgehend ähnele. Stattdessen sah er sich vor allem als Betreuer und mentaler Coach gefragt, um Sportlern optimale Trainingsbedingungen zu gewährleisten und ihnen ihre Potenziale bewusst zu machen. Nicht allein die Leistung der von ihm betreuten Athleten stünde im Vordergrund, sondern insbesondere „ob Entwicklungen vonstattengehen, ob jemand erkennt und umsetzt oder es bei der Erkenntnis bewenden lässt“. Besonderen Wert legte er bei seinen Sportlern auf eine gute Kenntnis des eigenen Körpers sowie auf die Fokussierung vor Wettkämpfen – er schlug dabei vor, dass sie sich einen konkreten Plan für das Rennen („Eins nach dem Anderen“) machen sollten. Journalisten beschreiben Kirchner als „alles andere als autoritär“: Er binde seine Athleten und Trainerkollegen in Entscheidungsprozesse mit ein und halte offen geäußerte Kritik für wichtig. Kirchners Co-Trainer Isidor Scheurl hob lobend hervor, dass Kirchner Lehrgänge und Trainings „sehr strukturiert“ plane und gestalte, ohne dass er übermäßig emotional werde. Anerkennung erfuhr Kirchners „stoische[] Ruhe“ auch im Umgang mit den Sportlern und ebenso das Vertrauen und die Geduld, die er ihnen entgegenbringe und die besonders motivierend wirke. Benedikt Doll sagte 2017 nach seinem WM-Titel, Kirchner habe stets an ihn geglaubt und ihm trotz zuvor schwacher Schießergebnisse vor dem Rennen (zutreffend) angekündigt, er werde fehlerfrei bleiben.

## Persönliches
Kirchner heiratete früh und wurde zu Zeiten seiner aktiven Karriere Vater von drei Kindern (* 1990, * 1992, * 1999). Während seiner Laufbahn war er Sportsoldat bei der Bundeswehr im Dienstgrad Oberfeldwebel. Kirchners Spitzname Schmaler wird zumeist auf seine schmale Figur zurückgeführt, laut Sporthistoriker Volker Kluge handelt es sich um einen Thüringer Ausdruck für einen jungen Hirsch.

## Öffentliches Bild und Würdigung

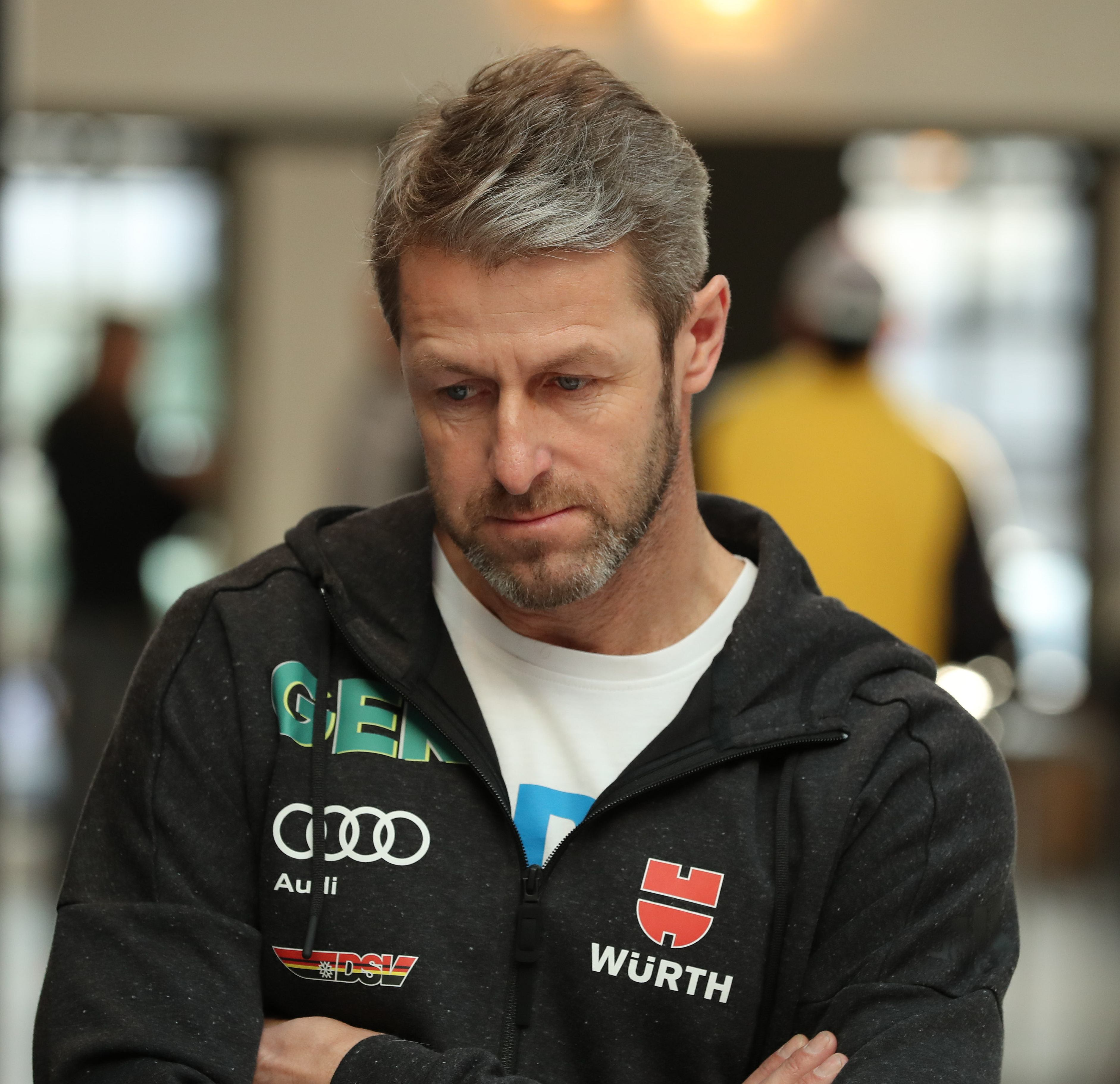
Kirchner bei der Einkleidung der deutschen Olympiamannschaft 2018

Die Erfolge Kirchners Anfang der 1990er-Jahre begründeten seinen Ruf als „Wunderkind“ und „Ausnahmetalent“. Sein Teamkollege Fritz Fischer prägte aufgrund Kirchners zwischenzeitlicher Dominanz den Beinamen Außerirdischer. Unter Verweis auf die Ausbildung Kirchners und Frank Lucks im DDR-Sportfördersystem hieß es 1997 in einem Spiegel-Artikel, die beiden Sportler würden als „gute Mitgift des untergegangenen Staates“ gelten. Auch wenn Kirchner die anfängliche Siegesserie bei Großereignissen nach 1993 nicht mehr fortsetzte, zählte er bei seinem Karriereende mit zehn Goldmedaillen bei Weltmeisterschaften und Olympischen Spielen zu den bis dahin erfolgreichsten Biathleten der Geschichte. In einem späteren Interview sah er es als Vorteil für seine Arbeit als Trainer, dass er „alle Facetten des Biathlon-Sports selbst miterlebt“ habe und durch seine Erfahrungen in der „zweiten Reihe“ Krisen der von ihm betreuten Sportler gut nachvollziehen könne.
Schon in seiner aktiven Zeit wurde Kirchners Auftreten in der Öffentlichkeit als eher zurückhaltend beschrieben. Ein Sportpromoter sprach ihm trotz der Olympiasiege 1992 aufgrund seiner Introvertiertheit das Vermarktungspotential ab. Kirchner selbst sagte anlässlich seiner Auswahl als Fahnenträger der deutschen Olympiamannschaft 1994, er sei „kein Freund öffentlicher Auftritte“, empfinde aber die Nominierung als große Ehre. Seine Arbeit als ARD-Experte wurde in den Medien meist negativ bewertet, unter anderem bezeichnete man ihn als „verstaubt“ und kritisierte seinen auffälligen Kleidungsstil als ablenkend. Auch als Trainer gilt Kirchner nach außen als „cool und abgeklärt“ beziehungsweise „introvertiert-mürrisch“ und wortkarg. Er sei – so die Einschätzung der Frankfurter Allgemeinen Zeitung – kein Medienmensch und halte sich und sein Privatleben nach Möglichkeit aus der Öffentlichkeit heraus. Bei großen Erfolgen seiner Sportler reagiere Kirchner dafür durchaus emotional. Zudem wurde ihm medial bescheinigt, bei Kritik an den Leistungen seiner Athleten teilweise dünnhäutig zu antworten und sich „vorbehaltlos“ vor sie zu stellen. Erik Lesser nannte Kirchner 2014 nach dem Gewinn der olympischen Silbermedaille im Einzel den „beste[n] Trainer der Welt“.
Für seine olympischen Medaillen 1992 erhielt Kirchner von Bundespräsident von Weizsäcker das Silberne Lorbeerblatt. In Thüringen wurde er 1992 und 1993 zum Landessportler des Jahres gewählt. Bei der Kür der Sportler des Jahres in Deutschland belegte Kirchner als bestes Ergebnis 1992 den dritten Rang hinter Dieter Baumann und Michael Schumacher. Vom Deutschen Skiverband wurde er 1993 mit den Goldenen Ski ausgezeichnet.

## Erfolge

### Weltcupsiege
Alle Siege bei Biathlon-Weltcups, getrennt aufgelistet nach Einzel- und Staffelrennen. Durch Anklicken des Symbols im Tabellenkopf sind die Spalten sortierbar. Die Weltmeisterschaften zählten während Kirchners aktiver Laufbahn nur 1990 und ab 1995 zum Weltcup, die Olympischen Spiele erst ab 1998.
| Nr. | Datum         | Ort       | Disziplin |
| --- | ------------- | --------- | --------- |
| 1.  | 10. März 1990 | Oslo (WM) | Sprint    |
| 2.  | 31. Jan. 1991 | Oberhof   | Einzel    |
| 3.  | 7. März 1991  | Oslo      | Einzel    |
| 4.  | 10. März 1992 | Fagernes  | Einzel    |
| 5.  | 19. Dez. 1992 | Pokljuka  | Einzel    |
| 6.  | 11. März 1993 | Östersund | Einzel    |
| 7.  | 6. März 1997  | Nagano    | Einzel    |

| Nr. | Datum         | Ort          | Disziplin    |
| --- | ------------- | ------------ | ------------ |
| 1.  | 4. Feb. 1990  | Walchsee     | Staffel 1    |
| 2.  | 8. März 1990  | Oslo (WM)    | Mannschaft 2 |
| 3.  | 3. Feb. 1991  | Oberhof      | Staffel 3    |
| 4.  | 17. März 1991 | Canmore      | Mannschaft 3 |
| 5.  | 14. März 1993 | Östersund    | Staffel 4    |
| 6.  | 19. Dez. 1993 | Pokljuka     | Staffel 5    |
| 7.  | 19. Feb. 1995 | Antholz (WM) | Staffel 6    |
| 8.  | 15. Dez. 1996 | Oslo         | Staffel 7    |
| 9.  | 19. Jan. 1997 | Antholz      | Staffel 8    |

### Weltcupplatzierungen
Die Daten sind nicht notwendigerweise komplett, da einige Rennen der frühen 1990er-Jahre nur unvollständig in der Datenbank der Internationalen Biathlon-Union aufgeführt werden.
Die Tabelle zeigt alle Platzierungen (je nach Austragungsjahr einschließlich Olympische Spiele und Weltmeisterschaften).
- 1.–3. Platz: Anzahl der Podiumsplatzierungen
- Top 10: Anzahl der Platzierungen unter den ersten zehn (einschließlich Podium)
- Punkteränge: Anzahl der Platzierungen innerhalb der Punkteränge (einschließlich Podium und Top 10)
- Starts: Anzahl gelaufener Rennen in der jeweiligen Disziplin

| Platzierung | Einzel | Sprint | Verfolgung | Massenstart | Team | Staffel | Gesamt |
| ----------- | ------ | ------ | ---------- | ----------- | ---- | ------- | ------ |
| 1. Platz    | 5      | 2      |            |             | 2    | 7       | 16     |
| 2. Platz    | 1      |        |            |             | 1    | 4       | 6      |
| 3. Platz    | 1      | 3      |            |             |      | 8       | 12     |
| Top 10      | 16     | 16     | 2          |             | 5    | 28      | 67     |
| Punkteränge | 31     | 34     | 5          |             | 5    | 28      | 103    |
| Starts      | 46     | 55     | 6          | 1           | 5    | 28      | 141    |

### Biathlon-Weltmeisterschaften
Ergebnisse bei Weltmeisterschaften:
| Weltmeisterschaft | Weltmeisterschaft | Einzelwettbewerbe | Einzelwettbewerbe | Einzelwettbewerbe | Teamwettbewerbe | Teamwettbewerbe |
| Jahr              | Ort               | Sprint            | Verfolgung        | Einzel            | Männerstaffel   | Mannschaft      |
| ----------------- | ----------------- | ----------------- | ----------------- | ----------------- | --------------- | --------------- |
| 1990              | diverse           | 1.                |                   | 13.               | 3.              | 1.              |
| 1991              | Lahti             | 1.                |                   | 1.                | 1.              | –               |
| 1993              | Borowez           | 1.                |                   | 20.               | 3.              | –               |
| 1995              | Antholz           | 52.               |                   | 15.               | 1.              | –               |
| 1996              | Ruhpolding        | 36.               |                   | –                 | –               | –               |
| 1997              | Osrblie           | 32.               | 14.               | 43.               | –               | 2.              |

### Olympische Winterspiele
Ergebnisse bei Olympischen Winterspielen:
|                                             | Einzelwettbewerbe | Einzelwettbewerbe | Staffelwettbewerbe |
| Sprint                                      | Einzel            | Männerstaffel     |                    |
| ------------------------------------------- | ----------------- | ----------------- | ------------------ |
| Olympische Winterspiele 1992 \| Albertville | 1.                | 2.                | 1.                 |
| Olympische Winterspiele 1994 \| Lillehammer | 12.               | 7.                | 1.                 |